# Bankers Trust
Die Bankers Trust Company wurde im Jahr 1903 in New York City als Vermögensverwaltungsgesellschaft (Trust Company) unter der Führung von J.P. Morgan von mehreren Banken, die diese Tätigkeit aufgrund gesetzlicher Restriktionen selbst nicht wahrnehmen konnten, gegründet.
Im Zuge einer wechselvollen Geschichte war die Gesellschaft bis Mitte der 1990er Jahre zur achtgrößten Bank der USA angewachsen und hatte ihren Schwerpunkt im Investmentbanking, als sie am 4. Juni 1999 durch die Deutsche Bank übernommen und in die Deutsche-Bank-Gruppe integriert wurde. Die Gesellschaft selbst wurde als Spezialinstitut für die Vermögensverwaltung (Private Banking) unter dem Namen Deutsche Bank Trust Company Americas fortgeführt.
In Australien wurden die Investment-Aktivitäten von Bankers Trust ausgegliedert (Management Buyout) und drei Jahre später an die australische Westpac verkauft. Seitdem ist dieser Bereich als Investmentsparte der australischen Bank unter dem Namen BT Financial Group im Markt tätig.
Aufgrund des Regionalbankprinzips in den USA gibt es in anderen Bundesstaaten eine Reihe von Instituten mit dem Namen oder Namensbestandteil Bankers Trust, die jedoch alle keine gleichartige Bedeutung erlangt haben. So liegt die Internetadresse bankerstrust.com bei einer 1917 gegründeten gleichnamigen Kommunalbank in Des Moines, Iowa.

## Geschichte
Die Gesellschaft wurde am 24. März 1903 eingetragen. Das Anfangskapital betrug 1,5 Mio. Dollar. Führender Gesellschafter war J.P. Morgan. Erster Präsident war der ehemalige Stahlmanager Edmund C. Converse, der zugleich Präsident der Liberty National Bank war. Die Bank eröffnete ihr Geschäft am 30. März in der Liberty Street mit acht Mitarbeitern, zog aber aufgrund eines sehr erfolgreichen Geschäftsstartes schon nach vier Monaten an die Wall Street. Neben der Vermögensverwaltung hatte die Gesellschaft schnell auch Erfolg mit der Ausgabe von Travellerschecks für die American Bankers Association ab 1907.
Ein Wachstumsschub ergab sich aus der Übernahme von Mercantile Trust Company (1911) und Manhattan Trust Company (1912). Nach diesen Akquisitionen erreichte das verwaltete Vermögen 150 Mio. Dollar und das Eigenkapital 20 Mio. Dollar. Die Gesellschaft zog in das neu errichtete Bankers Trust Building, belegte dort aber nur drei Etagen.

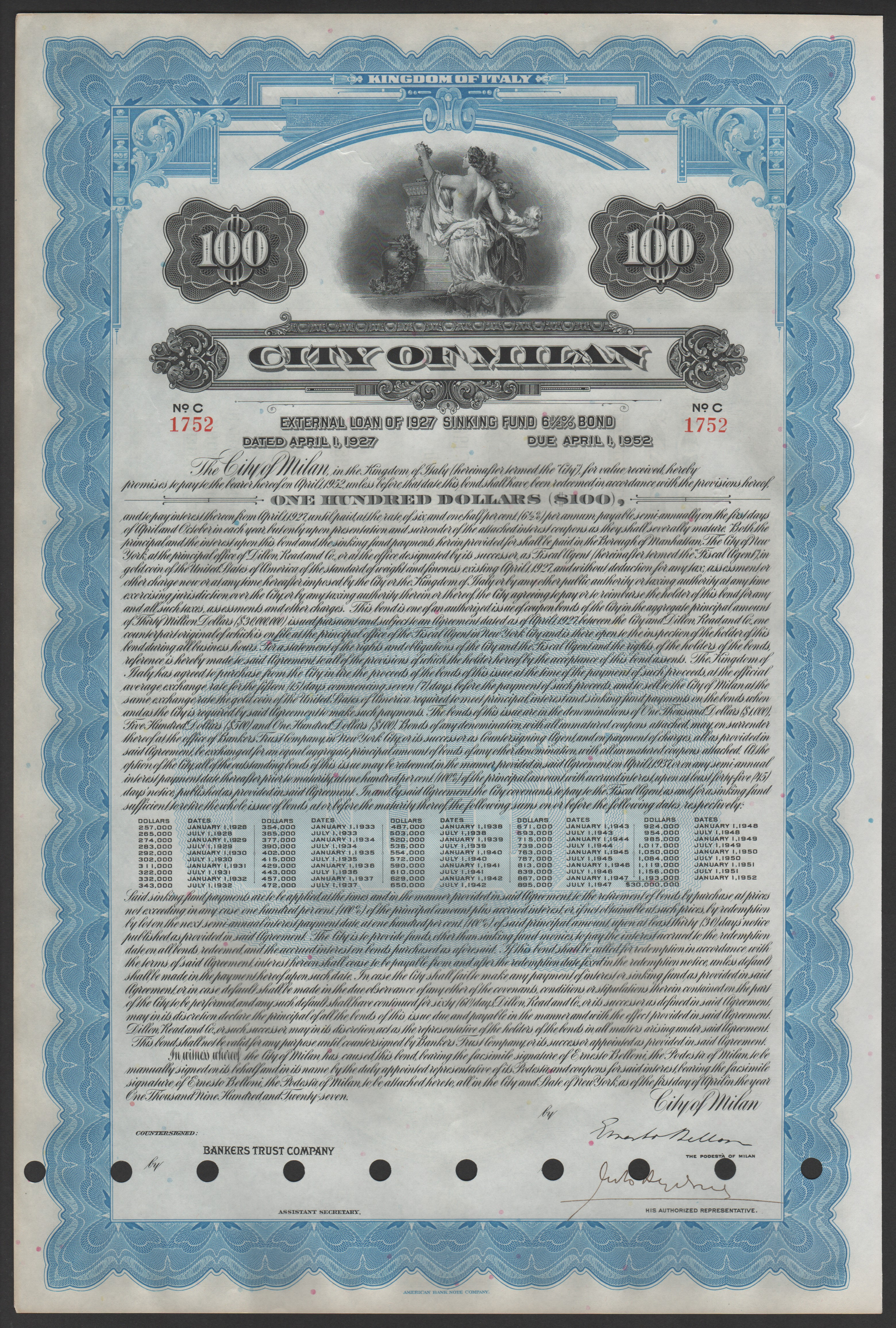
Bankers Trust platzierte 1927 eine Anleihe von 30 Mio. $ der Stadt Mailand in New York.

Durch die Gründung des Federal Reserve Systems wurden ab 1914 auch die Geschäftsbanken zur Vermögensverwaltung zugelassen. Aufgrund des Verlustes ihres Wettbewerbsvorteils wurde die Tätigkeit von Bankers Trust ihrerseits auch auf das Geschäftsfeld des Bankgeschäfts ausgedehnt. Wegen der schwachen Position im Privatkundengeschäft strebte man in den 1920er Jahren erfolgreich danach, den Bereich des Investmentbanking auszubauen. Schwerpunkte waren die Emission und der Handel von Anleihen und Aktien. Mit Büros in Paris (1920) und London (1922) wurde auch eine internationale Position aufgebaut.
Nach dem Zweiten Weltkrieg kam es durch mehrere Akquisitionen zu weiteren Geschäftsausweitungen, die auch das Privatkundengeschäft umfassten. Im Jahr 1959 scheiterte der Versuch, Manufacturers Trust Company zu übernehmen, an der Genehmigung der Aufsichtsbehörden. Zur Ausweitung des Geschäfts erwarb man dann in den 1960er Jahren mehrere kleinere Geschäftsbanken sowie Spezialinstitute für Factoring, Leasing und das Hypothekengeschäft. Von der Rezession infolge der Ölkrise Anfang der 1970er Jahre war die Bank insbesondere im Immobilienbereich erheblich betroffen. Ende der 1970er Jahre galt sie als die ertragsschwächste unter den amerikanischen Großbanken.
Dies änderte sich, als man sich entschied, den Schwerpunkt wieder stärker auf das Investmentbanking zu legen. Träger der neuen Strategie war Charles S. Sanford, seit Mitte der 1980er Jahre der neue CEO der Gesellschaft. Dieser hatte bereits 1975 Aufmerksamkeit erregt, als er der Stadt New York wegen Überschuldung keine neuen Kredite ohne Sanierung der Finanzen mehr geben wollte. Mit der neuen Ausrichtung wurde das Retail Banking verkauft. Stattdessen verstärkte man das Transaction Banking, das zu einer der Grundlagen des Turnaround wurde. Vor allem entwickelte man unter Sanford ein System zur Bewertung von Risiken und der davon abhängigen Renditeanforderungen an Anlagen mit höheren Risiken (RAROC – risk-adjusted return on capital). Die Methode der risikogewichteten Eigenkapitalunterlegung von Anlagen wurde in der Folge in der ganzen Branche übernommen. So stellte auch die Deutsche Bank in den Jahren 1995/96 ihr Risikomanagement auf RAROC um. Mit dieser Steuerung ihrer Anlagen war es Bankers Trust möglich, schon früh in das innovative Derivate-Geschäft einzusteigen. Das Kreditbuch sank hingegen deutlich ab. Anfang der 1990er Jahre galt Bankers Trust wieder als erfolgreiche und ertragsstarke Investmentbank. Neben den Derivaten war sie auch für die Auflegung von Hochzinsanleihen und Emissionen im Neuen Markt bekannt.

## Übernahme durch die Deutsche Bank
Die neue Leistungsfähigkeit von Bankers Trust war bereits 1994 von Hilmar Kopper gewürdigt worden. Im Bestreben die mit Morgan Grenfell in London erreichte Position im Investmentbanking auszubauen war man auf der Suche nach einem geeigneten Partner in den USA, wo die Deutsche Bank im Wettbewerb gegen die großen amerikanischen Institute zu schwach war.
Bei Bankers Trust war Sanford 1996 planmäßig ausgeschieden und durch Frank Neil Newman (Vizefinanzminister der Vereinigten Staaten von Amerika, 1994 von 1995) ersetzt worden. Die zweite Hälfte der 1990er Jahre war für die Bank von Höhen und Tiefen gekennzeichnet. 1994 erhielt man einen Award als Bank of the Year im Bereich Derivate. Im gleichen Jahr geriet man mit mehreren bedeutenden Kunden in Streit. Die Prozesse mit Gibson Greetings und Procter & Gamble konnten nur mit teuren Vergleichen aus der Welt geschafft werden. 1995 gab es erhebliche Probleme mit Krediten in Lateinamerika. Newman setzte dennoch abweichend von Sanfords Strategie auf eine Ausweitung des Kreditportfolios in Schwellenmärkten und die Bank wurde in der Folge von den Finanzkrisen in Russland und Asien erheblich getroffen. Trotz der erfolgreichen Übernahme der bekannten Merchantbank Alex. Brown kam es 1998 zu mehreren Übernahmeangeboten.
Gegenüber amerikanischen Wettbewerben war die Deutsche Bank als Übernehmer wegen der verhältnismäßig geringen Überschneidungen für das Management von Bankers Trust attraktiv. Bei Übernahme hatte Bankers Trust rund 20.000 Mitarbeiter, davon 12.000 in den USA. Die Deutsche Bank brachte es zu diesem Zeitpunkt auf ca. 4.000 Mitarbeiter in den USA (gesamt: über 70.000). Größere Überschneidungen gab es außerdem in London und Australien.
Nach einer Due-Diligence-Phase im November 1998 wurde die beabsichtigte Übernahme am 24. November 1998 veröffentlicht. Das Angebot lautete auf 93 Dollar pro share (Aktie). Die Aktie von Bankers Trust hatte im Vorjahr einen Höchststand von 133 Dollar und war infolge der Asienkrise auf unter 70 Dollar eingebrochen. Im November war schon auf eine Übernahme spekuliert worden und der Kurs lag am Vortag der Veröffentlichung bei 77,50 Dollar. Am Tag der Ankündigung sprang er auf 84,50 Dollar. Der deutliche Abstand zum Übernahmekurs war ein Zeichen, dass noch mit erheblichen Problemen bei der Genehmigung gerechnet wurde.
Der Kurs der Deutschen Bank sank zugleich um 5 %, ein Zeichen für die Skepsis, mit der die Fusion und der Kaufpreis aufgenommen wurden. Für die Deutsche Bank bedeutete die Übernahme eine erhebliche Verschiebung ihres Schwerpunktes. Die Öffentlichkeit befürchtete eine ähnlich schwierige und langwierige Integrationsphase, wie es sie bei der Übernahme von Morgan Grenfell (1989) schon einmal gegeben hatte. Vor allem wurde auf die kulturellen Unterschiede hingewiesen. Das Urteil von Rolf-Ernst Breuer, dem Vorstandssprecher der Deutschen Bank, fiel ganz anders aus:
„Wir sind auf dem Weg zu einem globalen Finanzdienstleister durch diese Akquisition ein gutes Stück vorangekommen. Noch nie hat sich die Deutsche Bank – oder irgendeine nicht-amerikanische Bank – in den Vereinigten Staaten in einer vergleichbaren Lage befunden. Zum ersten Mal vereinigen sich die Kraft und das Netzwerk einer europäischen Universalbank mit den besonderen Fähigkeiten und Erfahrungen eines großen, breit aufgestellten Instituts in den USA. Es gibt für diese Transaktion keinen Präzedenzfall. Wir müssen einen neuen Maßstab setzen.“
Die Genehmigung durch die Aufsichtsgremien beider Banken erfolgte am 30. November 1998. Nach Genehmigung durch die Aufsichtsbehörden und Zustimmung der Hauptversammlungen konnte die Deutsche Bank am 4. Juni 1999 (Closing Day) diese Transaktion im Gesamtwert von rund 9 Milliarden Dollar (16,9 Milliarden DM) planmäßig abschließen. In der Zeit bis zum Closing Day war die Integration bereits vorbereitet worden. Bemerkenswert ist die Zusammensetzung des obersten Integrationsteams. Geleitet wurde es von Josef Ackermann, der erst 1996 zur Deutschen Bank gekommen war. Während die amerikanische Seite durch Frank Newman und zwei weitere Manager von Bankers Trust vertreten wurde, standen auf Seite der Deutschen Bank mit Edson Mitchell und Michael Philipp zwei Londoner Investmentbanker, die ebenfalls erst seit kurzem für die Bank tätig waren. Dies wohl vor allem, weil mit den Maßnahmen zur Hebung von Synergien ein Personalabbau von mehr als 4.000 Personen verbunden war, der ganz überwiegend die Standorte London und New York betraf. Bereits Ende 1999 waren die wesentlichen Schritte zur Eingliederung von Bankers Trust vollzogen.
Gesellschaftsrechtlich besteht Bankers Trust weiter in der Deutsche Bank Trust Company Americas und ist Ende 2008 mit ca. 1500 Mitarbeitern in der Vermögensverwaltung (Private Banking) tätig. Sie hatte eine Bilanzsumme von 50 Milliarden Dollar und die Summe des verwalteten Vermögens belief sich auf 150 Milliarden Dollar.
20 Jahren arbeitete die Deutsche Bank Trust Company Americas mit dem Immobilienunternehmer Donald Trump zusammen und ermöglichte ihm Kredite in Milliardenhöhe. Obwohl Trump wiederholt falsche Angaben machte, Schulden und Verpflichtungen nicht bediente und mit großen Immobilienprojekten Bankrott machte, sodass andere Banken ihm keine Kredite mehr geben wollten. Die Immobilien verkaufte Trump an Oligarchen aus der ehemaligen Sowjetunion, die mit kriminellen Machenschaften in Verbindung gebracht wurden – ein Fakt, der auch im Zentrum der Russland-Affäre rund um die Wahl 2016 stand.

## Dokumentation
- Trumps Deutsche Bank, Westdeutscher Rundfunk Köln 2020, Die Story im Ersten von Jan Schmitt, Petra Nagel, Petra Blum, Georg Wellmann.